# Joe Pitts
Joseph R. Pitts dit Joe Pitts, né le 10 octobre 1939 à Lexington (Kentucky), est un homme politique américain, élu républicain de Pennsylvanie à la Chambre des représentants des États-Unis depuis 1997.

## Biographie
Joe Pitts est originaire du Kentucky. Diplômé d'un bachelor of arts du Asbury College en 1961, il s'engage dans l'armée de la United States Air Force de 1963 à 1969. Il obtient un master de l'université West Chester (en) en 1972 et devient enseignant.
De 1973 à 1997, il est élu à la Chambre des représentants de Pennsylvanie.
Il se présente à la Chambre des représentants des États-Unis en 1996 dans le 16e district de Pennsylvanie, qui s'étend en partie sur les banlieues de Philadelphie et l'Amish country. Il remporte la primaire républicaine devant quatre autres candidats et est élu avec 59,4 % des voix face au démocrate James Blaine (37,5 %). Il est réélu avec 70,5 % des suffrages en 1998 et 67 % en 2000. En 2002, il rassemble 88,5 % des voix face à un candidat écologiste et un candidat constitutionnaliste. De 2004 à 2014, il est réélu tous les deux ans avec des scores compris entre 54,8 % et 65,4 % des suffrages.
Il annonce en novembre 2015 qu'il n'est pas candidat à nouveau mandat lors des élections de 2016[réf. souhaitée].